# Elizaveta Glinka
Elizaveta Petrovna  Glinka (Moscovo, 20 de fevereiro de 1962 — Mar Negro, 25 de dezembro de 2016) foi uma ativista humanitária russa.
Morreu no acidente com a aeronave da Força Aérea Russa em 25 de dezembro de 2016, quando um Tupolev Tu-154 caiu enquanto voava do Aeroporto Internacional de Sóchi, Rússia, para a base aérea de Khmeimim, Síria.